# Moldoványi Ákos
Moldoványi Ákos (Szolnok, 1944. június 1. –) magyar újságíró, szerkesztő-riporter, televíziós műsorvezető.

## Életrajza
Tizenhárom évig tanult zongorázni. Az Eötvös József Gimnáziumban érettségizett. Beszélt nyelvei: angol, orosz, olasz. Felsőfokú tanulmányait 1963 őszén kezdte az ELTE bölcsészkarán, magyar-könyvtár-orosz szakon. Tanárnak, irodalmárnak, műfordítónak készült. 1964 nyarán aztán részt vett és második díjat nyert a Magyar Televízió első Riporter kerestetik c. tehetségkutató műsorában. Attól kezdve gyakran kapott lehetőséget – az egyetem mellett – ifjúsági műsorokban, mint például a sikeres Halló, fiúk - halló, lányok! sorozatban. 1968 tavaszán állást kapott az MTV-nél, ahol – mint első és egyetlen munkahelyén – 38 évet töltött el. Kezdetben szerkesztő-riporter, majd műsorvezető volt az első magyar tévéhíradónál, ahol napi tudósítások és riportok ezreit készítette el. Később, utazó tudósítóként több, mint 30 országból jelentkezett, széles körű nyelvtudásának köszönhetően megismerkedett és beszélgethetett  az akkori világ számos ismert és kiemelkedő politikusával, művészével. A hetvenes-nyolcvanas években gyakran volt tagja politikusok sajtókíséretének, forgatott Afrikában, Latin-Amerikában, az USA-ban és a Közel-Keleten is. Élményeiből több riport-és útikönyv született, sok film- és videóbeszámolóját őrzi az MTV archívuma. Több alkalommal tanulmányozta ösztöndíjakkal a külföldi tévétársaságok munkáját: 1979-ben Hollandiában, a következő évben Dániában. Többször forgatott a Szovjetunióban is. Ebben az  időben az akkori hírműsor egyik "arca" volt.Számos  alkalommal vehetett át elnöki  nívódíjakat. 1990-től a kulturális rovat vezetője lett, majd 1993 elején főszerkesztő-helyettessé nevezték ki.
Belekóstolt a politikai életbe is: a kilencvenes évek elején alapító tagja és szóvivője a tárgyilagos és igazmondó újságírást zászlajára tűző Sajtószabadság Klubnak, majd 1993-tól  elnökségi tagja az abból kialakult Magyar Újságírók Közösségének (MÚK) is. 
1994 tavaszától kezdve öt évig nem jelenhetett meg a képernyőn azzal az indoklással, hogy a megelőző négy évben "több  alkalommal megsértette a  közszolgálatiság alapelveit."   Visszavonult a közéleti szerepléstől. Ekkor főleg könyvírásra  fordította az idejét: többek között nevéhez fűződik az első korszerű magyar nyelvű Málta útikönyv megírása is.  1999 elején végre lehetőséget kapott az akkor létrehozott Aranyfüst című – az elmúlt fél évszázad történetét is feltárni igyekvő – társadalompolitikai magazinnál. Ennek a műsornak egyik meghatározó egyénisége lett, a következő hét év során munkatársaival együtt a kor egyik igen sikeres szombat délelőtti műsorává tették az Aranyfüstöt.
2005 végén az MTV megvált a munkatársától, aki nyugdíjba ment. A következő ősszel az Aranyfüst című műsort is megszüntették.

## Könyvei
- Ország, város, híres ember (Gondolat Kiadó, Világjárók sorozat, 1977)
- Londontól Londonig (Panoráma, 1978)
- A repülőszőnyeg utasa (Szerzői kiadás 1984)
- Hollandiai utazások (Panoráma 1984, 1998, 2004)
- Kertész legyen, ki boldogságra vágyik (Mezőgazdasági Könyvkiadó, 1986)
- Égi utakon (Zsille Péterrel, Műszaki Könyvkiadó, 1987)
- Málta (Panoráma, 1989, 1996, 2004)
- Karintia és Tirol (Szulyovszky Magdával, Panoráma 1990)
- Boldog lett-e, ki kertre vágyott? (Officina Nova Kiadó, 1991)
- Málta (Medicina Könyvkiadó Zrt., 2004)
- Orgyilkosságok ( fordítás angolból, Medicina Könyvkiadó Zrt., 2005)
- A Da Vinci-kódon túl (fordítás angolból, Medicina Könyvkiadó Zrt., 2007)
- Alsó-Ausztria (Medicina Könyvkiadó Zrt., 2009)

## Filmek, riportfilmek
- 15 perc nyár  (riportfilm, 1973)
- A harmincadik tavasz (Lengyelország, 1975)
- A második fizetés (Baltikum, 1975)
- Négy országon át Latin-Amerikában, 1976)
- Mongóliai hétköznapok (1976)
- Barátok között Afrikában (1980)
- Amerikai magyarok Argentínában, Brazíliában, Uruguayban (1987)
- Százéves asszony ( tv-riporter szerep Málnay Levente játékfilmjében 1976)
- Banánhéjkeringő (tv-riporter szerep Bacsó Péter játékfilmjében 1986)